# Кунгсбрун
59°19′57″ пн. ш. 18°03′01″ сх. д. / 59.33241667° пн. ш. 18.05025° сх. д.
Кунгсбрун (швед. Kungsbron) — подвійний міст у центрі Стокгольма, Швеція. Перетинає Клара-сйо/Барнгусвікен та сполучає Норрмальм з Кунгсгольменом.

## Історія
В 1881 році старий дерев'яний міст через Клара-сйо був замінений сталевим поворотним мостом завширшки 10,7 м, який повертався вручну, поки електрика в 1906 році не прискорила роботу мосту втричі.
Сталевий двошарнірний арковий міст з одним прольотом 42 м був добудований в 1907 році над старішим мостом. 
Цей другий міст ремонтували в 1930-1933 та 1952-1953 роках.
Поворотний міст був замінений в 1944 році двома односторонніми бетонними арковими мостами, кожен завширшки 14 м з максимальним прольотом 68 м.
Міст є продовженням вулиці Кунгсгатан, що отримала свою назву в 1881 році 